# Ciudad de Vascos
Ciudad de Vascos es un yacimiento arqueológico correspondiente a los restos de una antigua madīna (ciudad) de Al-Ándalus de la que hay constancia de que estuvo habitada entre los siglos IX y XII, momento en el que se abandona hasta nuestros días. Destacan los restos arquitectónicos de sus defensas, así como numerosas evidencias del urbanismo referenciadas por diferentes viajeros a lo largo de la Historia. Se cree que su nombre actual deriva del territorio de Basak, uno de los tres distritos que dependían de Madina al-Talabaira (Talavera de la Reina), habiéndose propuesto la identificación de la ciudad propiamente dicha con la ilocalizada madīna de Nafza, de origen bereber. No obstante, no hay unanimidad entre los expertos sobre este asunto.

## Ubicación
La Madīna Vascos se ubica en el extremo occidental de la provincia de Toledo, y a cinco kilómetros al oeste de la población de Navalmoralejo y en su término municipal, se encuentra a los pies de la Sierra Ancha y Aguda y en la orilla este del río Huso, afluente meridional del río Tajo. Cerca del pueblo de El Puente del Arzobispo, lindando con la provincia de Cáceres.

## Emplazamiento
En al-Ándalus se daban cinco tipos de ciudades: tipo espolón, ciudad acrópolis o ciudad clásica de al-Ándalus, ciudad de colina, ciudad en llano con cinturón de agua y ciudad puente. La ciudad de Vascos es de tipo colina, ubicada en la confluencia de dos corrientes de agua a menudo modestas como ocurre también en Cabra, o dominando un pequeño río como en Huesca y Madrid, o situada a alguna distancia de un elemento hidrográfico como en Úbeda, la ciudad ocupa la cima y los flancos de una colina de escasa pendiente. La muralla, en muchas ocasiones adaptada a las curvas de nivel cuyo trazado sigue, recorre el conjunto del perímetro urbano. En Vascos, el reducto fortificado no se encuentra sobre el punto más elevado del espacio intramuros sino sobre una altura menos marcada que, por el contrario, domina la confluencia. El yacimiento se extiende en torno a un espacio de unas 30 ha. Presenta un núcleo central de asentamiento al interior de un perímetro amurallado, que cerca un espacio de 8 ha urbanizadas y dominadas en su lado norte por una alcazaba; al exterior y de una forma más dispersa, se encuentran diferentes áreas funcionales que incluyen un arrabal y dos cementerios.

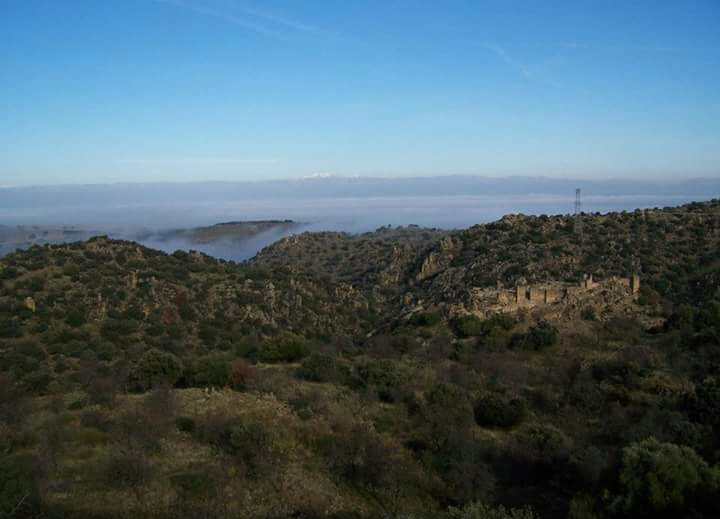
Vista desde el muro exterior

La piedra, ya se trate de piedra seca o de mampostería es utilizada para edificar el recinto urbano y el aparejo de piedra tallada bien trabajada caracteriza los principales recintos omeyas, como es el caso de la muralla occidental de Vascos.

## Deribatamadina
En su origen Vascos pudo ser un ribat o posición defensiva, con guarnición de soldados voluntarios, frente a la frontera cristiana, quizá datable de época emiral (siglo IX), que posteriormente se fortificó como castillo (hisn) y se pobló de bereberes. La ciudad ascendería de hisn a medina ya en época califal, quizá entre 930 y 950, por motivos estratégicos, para controlar los vados del Tajo, o por motivos económicos, por su proximidad a las minas de hierro de los Montes de Toledo.
En tiempos de los taifas, Vascos perteneció a la Taifa de Toledo y quizá pasó a poder cristiano hacia 1085, cuando Alfonso VI ocupó Toledo. Poco después la ciudad sería abandonada definitivamente, pues los repobladores del territorio preferirían establecerse en las vegas del Tajo

## Alcazaba

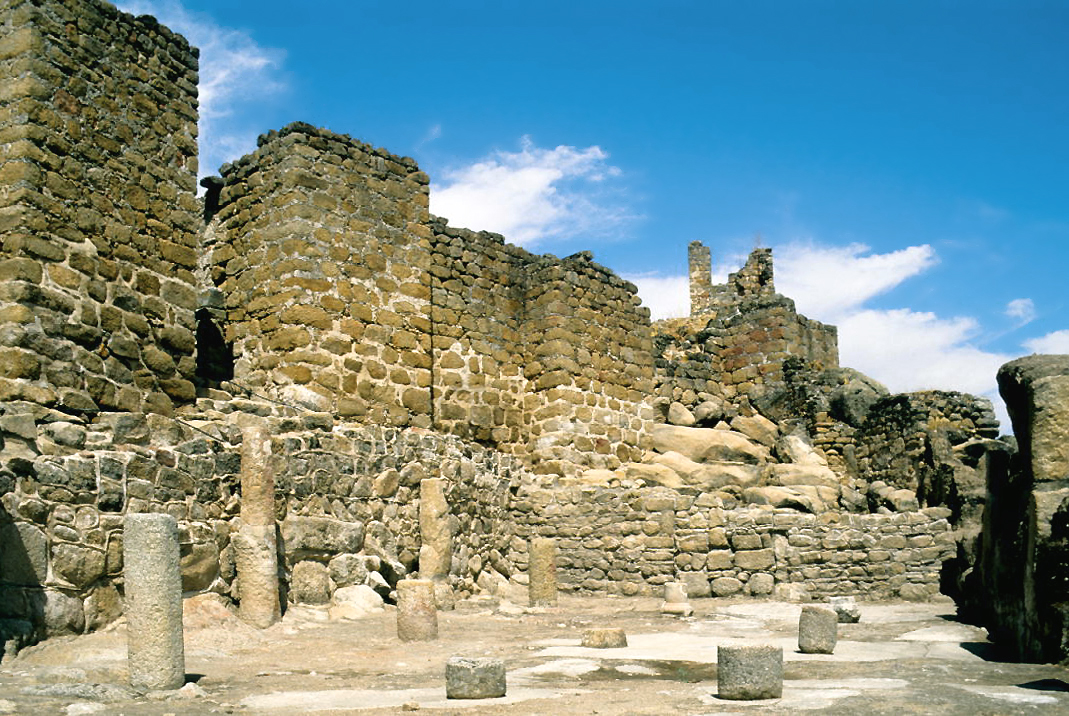
Ciudad de Vascos

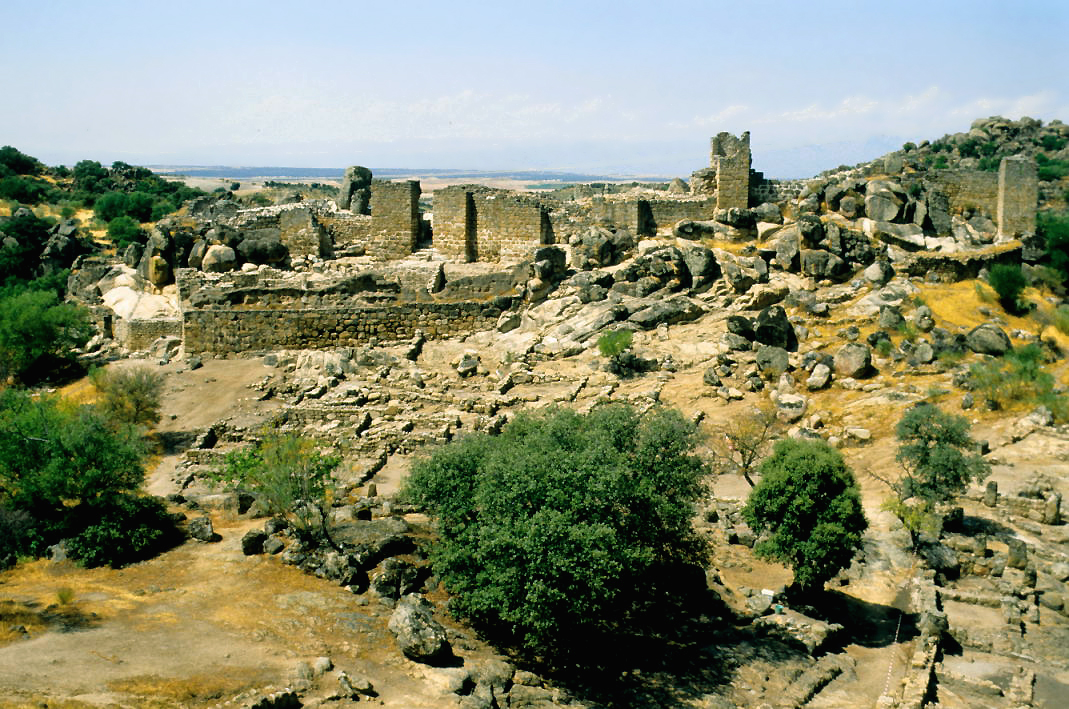
Ruinas de Vascos

La situación de la alcazaba de Vascos es excepcional. La ciudad está instalada sobre una colina más elevada en el sur (430 m s. n. m. de altitud) que en el norte (390 m s. n. m.). Ahora bien, la fortaleza se erige al norte de la ciudad , es decir sobre el punto menos elevado del lugar, pero es allí desde donde domina la confluencia del Huso y la Mora. Por su emplazamiento topográfico, la alcazaba parece así vuelta hacia el exterior y no hacia la ciudad, pero desde lo alto de la alcazaba el panorama que se divisa está limitado del lado de la confluencia por una barrera rocosa elevada sobre la orilla opuesta del Huso, mientras que resulta muy abierto hacia el poblamiento. Se tiene, esta vez, la sensación de que la alcazaba se ha vuelto hacia el interior de la ciudad. El emplazamiento elegido plantea un último problema: la colina domina el río por una vertical tan pronunciada que uno se pregunta si los habitantes de la alcazaba pueden abandonarla sin pasar por la ciudad. La otra colina comprendida en el recinto urbano da por el contrario al campo. Una situación casi similar se observa en Guadalajara: la fortaleza se sitúa al borde de un foso bastante pronunciado y domina el Henares, que se puede atravesar por un puente, no obstante la alcazaba no está situada sobre el punto más elevado del núcleo urbano, y parece más vuelta hacia el exterior que hacia el interior de la ciudad

## Arqueología
La continuidad de las campañas de excavación, dirigidas desde 1975 por Ricardo Izquierdo Benito, catedrático de Historia Medieval de la Universidad de Castilla-La Mancha, y con la participación de numerosos arqueólogos, y habitantes de la comarca de la Jara, han permitido configurar un conocimiento general de algunas de las principales áreas de la ciudad.